# Nicolas Potier de Novion
Pour les articles homonymes, voir Potier et Novion.
Nicolas Potier, seigneur de Novion, de Villebon, Champlatreux et autres lieux (1618 - 1er septembre 1693) est un magistrat français, successivement conseiller du Roi en tous ses conseils en 1637, président à mortier du Parlement de Paris en 1645 et Premier président en 1678.

## Biographie
En 1648, lors de la Fronde parlementaire, Potier a été au nombre des parlementaires à demander des réformes radicales de l’État. Son arrestation, le 26 aout 1648, avec celle de Pierre Broussel, provoque une émeute rue de l'Arbre-Sec et le soulèvement de la Journée des barricades qui marque le début de la Fronde. Adversaire déclaré du cardinal Mazarin, il a proposé au Parlement de lui appliquer l’arrêt de 1617 qui prononçait la peine capitale contre tout étranger qui accepterait le ministère.
Une fois réconcilié avec Mazarin, après la translation du Parlement à Pontoise, le 6 aout 1652, il a reçu, en récompense de son obéissance à la cour, la charge, en 1656, de secrétaire des ordres du Roi, dont il s’est démis l'année suivante. Sévèrement blâmé par ses anciens amis, il s’est alors fait leur persécuteur et a rendu des arrêts sévères contre eux. Il a eu, à ce sujet, un vif échange de propos avec le Grand Condé qui l’accusait d’abandonner ses amis pour un intérêt payé. Novion l’ayant menacé de se plaindre au Parlement, le Prince répliqua : « Et moi, quand je lèverais la main sur vous, il y a assez de différence entre vous et moi pour qu’il n’en fût autre chose. »
Nommé Premier président du Parlement de Paris, en 1678, en remplacement de Guillaume de Lamoignon, le Roi l’a gratifié d’une somme de 100 000 écus et d’un brevet de retenue de pareille somme sur sa charge de premier président. De grands talents et de beaucoup d’éloquence, il a été député par le Parlement de Paris, le 22 novembre 1677, pour complimenter Michel le Tellier, qui venait d’être promu Chancelier de France. La harangue qu’il a prononcée à cette occasion a été conservée par Duchesne. Toutefois, sa réception à l'Académie française, le 27 mars 1681, au siège d’Olivier Patru, est, selon l’auteur de l’histoire de ce corps, « une des plus grossières erreurs de l’Académie » : il « n’avait aucun mérite littéraire et n’a produit aucune œuvre » et son discours de réception a été « absolument ridicule ». Directeur au moment de l’affaire Furetière, il a convoqué ce dernier chez lui, avec les commissaires désignés par l’Académie, mais l’académicien réfractaire ne s’y est pas rendu.
Il n’a pas tardé à abuser de son autorité. L’aristocratie a fait d'un de ces abus un scandale dit « affaire du bonnet » : le Parlement de Paris donnait une audience solennelle pour la réception du comte de Châlons. Potier de Novion, contrairement aux usages établis, resta couvert en faisant l’appel des pairs et ne se découvrit que lorsqu’il en vint aux princes du sang. Au moment d’opiner, les pairs avaient l’habitude de se découvrir, mais voyant ce qui venait de se passer, le duc d’Uzès, excédé, enfonça son chapeau et opina couvert avec un air de défi. Tous les pairs l’imitèrent, et tous allèrent se plaindre au roi, qui désireux de se ménager les parlementaire et pas fâché de rabaisser la haute noblesse, n’est pas intervenu dans cette affaire.

Louis XIV ayant été saisi de nombreuses plaintes à son sujet, à la suite de plusieurs faux en écriture qu’il avait commis, il a été contraint de démissionner de ce poste en 1689. Le duc de Saint-Simon, qui avait de bonnes raisons de lui en vouloir pour sa trahison, relate ainsi cet épisode : 

« Ce premier président de Novion était un homme vendu à l’iniquité, à qui l’argent et les maitresses obscures faisaient tout faire. On gémit longtemps au palais de ses caprices, et les plaideurs de ses injustices. Devenu plus hardi, il se mit à changer les arrêts en les signant, et à prononcer autrement qu’il n’avait été opiné à l’audience. À la fin, des conseillers, surpris que tout un côté eût opiné comme ils avaient ouï prononcer, en demandèrent raison à leurs confrères. Ceux-ci à leur tour furent étrangement surpris ayant cru que ce côté avait pris l’opinion qui avait formé l’arrêt, lequel se trouva ainsi de la seule voix du premier président ; leur attention se réveilla, et ils trouvèrent que la même chose n’était plus rare. Ils s’informèrent aux rapporteurs et aux greffiers. Ces derniers s’étaient bien souvent aperçus de quelque chose, mais ils n’avaient osé parler. Enfin, encouragés par les conseillers, ils revirent les arrêts des procès par écrit, signés par le premier président, ils les montrèrent aux rapporteurs ; il s’en trouva plusieurs d’extrêmement altérés. Les plaintes en furent portées au roi, et si bien prouvées, qu’il commanda à Novion de se retirer, et tout à la fin de 1689 Harlay fut mis en sa place. Il avait succédé à Lamoignon en 1678, de la femme duquel il était cousin germain. Il vécut encore quatre ans dans l’abandon et dans l’ignominie, et mourut à sa campagne sur la fin de 1693, à soixante-treize ans. Nous verrons son petit-fils en la même place, très indigne de toutes celles par lesquelles il passa »

— Louis de Rouvroy, duc de Saint-Simon, Mémoires de Saint-Simon
Propriétaire du château de Villebon-sur-Yvette, il l'agrandit par deux ailes. Le 24 mai 1648, il a obtenu de l’archevêque de Paris d’ériger Villebon en paroisse, contre dédommagement au curé de Palaiseau. Sa veuve, Anne-Catherine Gallard, quant à elle, a mis au goût du jour le château de Courances, en ouvrant la cour d'honneur et en faisant démolir le mur et le portique d'entrée. Il a également très brièvement été châtelain de Neauphle, son petit fils André Potier IlI de Novion lui ayant cédé par devant notaire les terre, seigneurie et châtellenie de Grignon, les terres et seigneuries de Thiverval, Saint-Germain-de-Morainville et Mormoulin, le 18 février 1693, avec tous les droits, justices, mouvances et censives en dépendant. Mort en sa maison de Grignon, moins de sept mois après cette vente, il a été inhumé, le 4 septembre, en l’abbaye d’Issy près de Paris. Son portrait a été gravé, notamment en 1652 par Theodoor van Merlen II, et figure dans les galeries de Versailles.

### Ascendance & postérité
Nicolas Potier était le fils d'André Ier Potier (-novembre 1645), seigneur de Novion et de Villebon, président au Parlement de Paris, et de Catherine Cavelier, fille de Jean Cavelier, conseiller au Parlement de Rouen, puis lieutenant général de la même ville, et de Marie Margas.
Il avait une sœur, Catherine Potier (-1649), mariée le 14 juillet 1640 à Paris avec Jacques Jubert (1616-1656), seigneur de Bouville et de Saint-Martin aux Buneaux, conseiller du roi au Parlement de Normandie (1637), puis de Paris 1641, maître des requêtes ordinaires de son hôtel (1641), intendant du Berry, conseiller d'État (1647), dont postérité.
- Il avait eu, de son mariage avec de Catherine Gallard (vers 1623 23 avril 1685), fille de Claude Gallard (-1636), baron du Puget, seigneur de Courances, secrétaire du roi et de la cour de Parlement, greffier des consignations, et de Marguerite Mandat (-1638) :
  - André II Potier (-Paris, 24 janvier 1674), marquis de Novion et de Grignon, conseiller au parlement de Paris (31 août 1657), avocat général au Grand Conseil (1661), maître des Requêtes (12 décembre 1663), président à mortier au parlement de Paris en survivance de son père (2 janvier 1674), marié, le 3 février 1660, avec Catherine Anne Malon de Bercy (-1er septembre 1715), fille de Charles Henri de Malon (-1676), chevalier, seigneur de Bercy, de Conflans et de Charenton, conseiller au Grand Conseil (1626), maître des requêtes (1634), président au Grand conseil (1636), président aux États du Languedoc (1653), dont postérité :
    - Famille Potier ;

  - Jacques Potier (1642-1709), évêque de Sisteron (1677-1681), évêque d'Évreux (1681-1709) ;
  - Claude Potier (1638 Paris, 14 juillet 1752, inhumé aux Saints-Innocents), appelé depuis le comte de Novion, chevalier de Malte (reçu le 11 mars 1665), capitaine de chevau-légers (1667), puis colonel du régiment de Bretagne, brigadier des armées du roi.
∞ (1o) Anne Catherine de Brossamin (1664 Paris, 25 décembre 1703, inhumée à Saint-Sulpice), fille de Charles de Brossamin, trésorier général de l'extraordinaire des guerres, et de Catherine Yvelin.
∞ (2o) en 1712 avec Madeleine Le Couturier (-4 novembre 1733), fille d'Henri Le Couturier, seigneur de Neuville, capitaine commandant le premier bataillon du régiment du Roi, et de Catherine Françoise Louise de La Broise.
    - (1o) Nicolas Potier de Novion (présent à l'inhumation de sa mère en 1703), « peut-être […] chevalier de Saint-Lazare le 15 juin 1715[11].
    - (1o) Jacques Potier de Novion, capitaine de dragons (26 décembre 1703) ;

  - Marguerite Potier (-11 mars 1705), dame de Courtabeuf, mariée avec Charles Tubeuf (d) ( (1634-1680), baron de Blanzac, maître des requêtes au Conseil d'État (1661), intendant du Languedoc (1665-1669), intendant de Tours (1672-1674), sans hoirs ;
  - Catherine Potier (1646 29 décembre 1709, inhumée en l'église des Blancs-Manteaux), femme d'Antoine de Ribeyre (1632-1712), seigneur d’Opme, conseiller au parlement de Paris en 1657, maître des Requêtes de l'Hôtel du roi (1667), intendant de Limoges (1671-1672), intendant de Touraine (1672-1674), lieutenant civil au Châtelet (1674-1689), conseiller d'État ordinaire en 1683, intendant de Poitiers en 1689, conseiller d'État ordinaire en 1695, président du Grand Conseil, conseiller d'honneur au parlement, dont une fille ;
  - Marthe Agnès Potier (Paris, 28 mai 1686 Paris), première femme (29 avril 1675) d'Arnaud II de La Briffe (1649-1700), marquis de Ferrières-en-Brie (1692), maître des requêtes, puis procureur général au parlement de Paris, dont postérité :
    - Famille de La Briffe. »

### Armoiries
D'azur à trois mains d'or au franc-quartier échiqueté d'argent et d'azur,.